# Melittobia femorata
Melittobia femorata är en stekelart som beskrevs av Dahms 1984. Melittobia femorata ingår i släktet Melittobia och familjen finglanssteklar. Inga underarter finns listade i Catalogue of Life.